# Златовръх (мегалитно светилище)
Вижте пояснителната страница за други значения на Златовръх.
Мегалитното светилище Златовръх е разположено в скалите под едноименния връх в планината Злато, на 8 km северно от град Прилеп, Република Македония на надморска височина от 1200 m.

## Описание
Манастирът „Успение на Пресвета Богородица“ (известен повече като Трескавец), а преди него раннохристиянска базилика и храмът, посветен на бог Аполон, са разположени сред внушително по размерите си мегалитно светилище, което е свързано посредством свещен път с това при Маркови кули. Според проф. Васил Марков може да се предположи, че по-късните култови постройки са изградени точно върху най-свещената част от него, за което свидетелстват малките кръгли вкопавания в скалата непосредствено до днешната средновековна църква в центъра на манастирския комплекс. Специален научен интерес представлява и откритият там античен релеф на змия, датиращ от края на желязната епоха, който предполага вероятно култови дейности, посветени на Дионис. Особен научен интерес представляват и 4 вкопани в скалите трона, намиращи се от запад пред входа на съвременния манастир. Троновете са позиционирани така, че да гледат към вкопана дълбоко в скалата култова площадка. Тя е ориентирана на запад – посоката на залеза и смъртта.
На около 50 m на северозапад е разположен буен карстов извор, който все още се използва за основен водоизточник от манастира. Пред него все още е запазен класически античен каменен жертвеник – доказателство, че в древността тук са се извършвали ритуали. (Това съоръжение в структурно отношение отговаря на свещения извор от Делфи.) Целият район около манастира Трескавец е маркиран с множество вкопавания в скалите с вторичен произход – шарапани, стъпки, улей, трапецовидни легла и др.
Според проф. Марков тази археологическа картина отговаря в голяма степен на структурата и развитието на светилището на Аполон в Делфи и би могла да се разглежда като определен инвариант на култа на територията на Пелагония.

## Фотогалерия
- Скално трапецовидно легло край Манастира Трескавец (вероятно ползвано за гроб)
- Скални трапецовидни легла
- Мегалитен валун маркиран с ритуални издълбавания в двора на манастира
- Манстирът Трескавец
- Скална икона на Св. Богородица край Трескавец
- Медният кръст с ябълката
- Поглед от Златовръх към манастира

## Предания и легенди
Според българска народна легенда Крали Марко посещавал манастира Трескавец всяка нощ срещу Великден, където отивал да се причести, след което получавал предсказание кога ще се освободи България. Според проф. Марков тази легенда е отглас за извършвани предсказания на древното свято място, свързани с гадателските умения на Аполон. Фактът, че се предоставят само на царя (Крали Марко), е свидетелство за следи от царски мистериален култ, достъпен само за владетеля. Този архетип отговаря напълно на фигурата на древнотракийския цар и жрец едновременно.
Името на върха Златовръх се свързва с легендата, че някога на него имало златна ябълка, която така отразявала слънчевите лъчи, че била видима отвсякъде, включително и от Солун. В наши дни там е разположен железен кръст, върху който е поставена медна ябълка, която някога е била позлатена. Според проф. Марков в този си вид златната ябълка е символ на Слънцето, който е бил християнизиран с настъпване на християнството. Този символ е свързан със слънчевата природа на бог Аполон.
Проф. Марков допуска, че в сакрализираната планина Златовръх позицията „горе“ е посветена на античния слънчев бог Аполон. Такава е структурата на свещената планина Парнас в Елада, където бог Аполон обитава върха на планината. В подножието на Парнас е скалното, а впоследствие прочутото в древността архитектурно светилище Делфи. Това е първоначалният дом на Питон (змея), който намира смъртта си от златните стрели на Аполон и е в позиция „долу“ в подножието на свещената планина.
Такава картина се наблюдава и в случая с мегалитното светилище при Златовръх. Местната легенда, според която при манастира драконът е намерил смъртта си, както и фактът, че на това място се правят предсказания за съдбата на държави и царе, подсказва, че култовите практики там са били посветени на змея (който в българските народни легенди може да предсказва бъдещето). Нещо повече, той може да предава тези свои умения най-често на любените от него моми, които в по-късна възраст стават врачки и баячки. Така погледнато, според проф. Марков, картината това класически архетип на тези фолклорни митологични представи (което важи и за светилището-прорицалище в Делфи). Тези представи и култови практики са свързани с трако-пеласгийската етнокултурна среда, както и с най-ранния етап от развитието на светилищата – както в Делфи, така и при мегалитното светилище, предхождащо във времето манастира Трескавец.
В подкрепа на хипотезата на проф. Васил Марков, че мястото на съвременния манастир е древният култов център, където в древността е тачен антагонистът на змеебореца Аполон – Змеят, са и скалните тронове, обърнати точно на запад – посоката на отвъдния свят. Мястото, от което може да се получи тайно знание. Като косвено доказателство проф. Марков посочва и свещения карстов извор в съседство. Свещеното място има своя аналог в сакрализирания извор в Делфи и е вход към подземния свят, с който се свързва змеят в митологичното мислене от древността до края на традиционната култура на Балканите. Проф. Марков разглежда мегалитното светилище като типично двустъпално скално свято място, характерно за трако-илирийската културна общност, трансформирано в Античността като храм на Аполон със съхранени в българската народна вяра следи от древни митове, запазени като легенди за сакрализирана местност.
Непосредствено в южното подножие на манастира Трескавец е разположено и друго мегалитно съоръжение – внушителен по размерите си впечатляващо правилен каменен кръг, оформен на терена чрез огромни каменни плочи с диаметър 24 m. В центъра на съоръжението личи правилен кръгъл отвор, където е бил поставен стълб. Каменният мегалитен кръг, е известен в Прилепско като Гумното, е долепен към внушителна скала, която се извисява от западната страна на съоръжението. Скалата е маркирана с множество вкопавания и издълбавания – ями, от които изтичат улеи – върху източната повърхност на скалата и по западната част от площта на каменния кръг. (Съоръжението с побития стълб в центъра, напомня много на известните от Пеония слънчеви изображения върху прът, в обърнат вариант, които съвременните изследователи свързват с образ на Аполон.)
Патронът на манастира Трескавец е света Богородица – християнизирана приемничка на Великата богиня-майка, във връзка с което съществува народно предание, че там някога е съществувало знаменито „елинско капище“ – наречено Еламска църква. Според изследователя Ататнас Илиев съществува българска народна песен за Златовръх. В нея се казва:
"Чудо голямо станало.
Ясна месечина света Богородица
със слънцето сред нея,
Исус Христос и една звезда до нея,
Ангел Господен,
застанал на Златовръв планина
да ми праят чесна манастира,
кай што била еламската църква.
Елимите сите рипнале.
Да и остаат Света Богородица.
Да напраит света манастира.
Тогава Богородица пратила ангела на небето да извика всички ангели и светци. Те вдигнали кръста от Рая, дали го на Свети Йоан и се спрели на планината, където решили:
"Да истерат елимите сите,
от църквата тамо што имале,
и на нея манастир да праат.
За да сети Света Богородица."
Според проф. Марков е забележителен астралният аспект на християнските светци. Света Богородица се свързва с месечината (луната) – древния символ на Артемида-Диана – виргинална хипостаза на Великата богиня-майка от древните езически религии на Балканите. Слънцето е отъждествено с Исус Христос – божествения си на Великата богиня-майка. Тази митологична структура е позната на траколозите от палео-балканската и особено от древнотракийката религия. Проф. Марков отбелязва също, че научно внимание заслужава съхраненото предание за драматичния двубой, състоял се там в късната Античност между езичеството и настъпващото християнство.